# Los Fastidios
Los Fastidios est un groupe de street punk italien, originaire de Vérone. Il est formé en 1991 par son leader Enrico. Ce dernier est également le fondateur du label LF06 Records. Ce groupe est très actif dans la scène skinhead anti-raciste (S.H.A.R.P et RASH). Il est aussi un groupe engagé dans la cause de la libération animale et qui revendique son appartenance au mouvement vegan.
Leur style musical est un concentré de street punk, oi! et ska punk. Les textes principalement en italien, mais aussi en anglais et français, évoquent l'anti-racisme, l'anti-fascisme, l'anti-capitalisme, les dérives du football moderne mais aussi la fête et l'amitié. À la suite de nombreux remaniements seul le chanteur subsiste du groupe original. Leurs tournées les ont amenés notamment en Italie, Allemagne, France, Hongrie, Norvège, Suisse, Autriche, République tchèque, Pologne, et Canada.

## Biographie
Le groupe est formé à la fin de l'année 1991, par Enrico de Angelis (également fondateur du label KOB Records). En 1992, ils enregistrent une cassette audio démo qui sera plus tard publié comme EP intitulé Birra, Oi! e Divertimento. En octobre 1995, ils publient leur deuxième EP Banana e Scarponi. En 1996, le groupe continue sa lancée dans la scène street punk italienne et européenne avec la sortie de Hasta la Baldoria (un split-LP avec le groupe F.F.D., de Parme). En 1997, le groupe lance l'EP Oi! Gio' puis fait quelques concerts nationaux et internationaux. En septembre 1998, ils sortent un deuxième album, Contiamo su di voi!, chez KOB Records et Mad Butcher Records. Il comptera 8 000 exemplaires.
En 2000 sort deux singles, Radio Boots en janvier et Fetter Skinhead en avril, le dernier étant inclus dans un split avec le groupe allemand Stage Bottles. Pendant la tournée Fastidios' European, Olaf devient membre permanent. En 2001 sort le best-of 1991-2001, Ten Years Tatooed on my Heart, en hommage à leurs dix années d'existence. En 2002, le groupe se lance dans une grande tournée italienne et européenne avec 60 dates de concerts, puis publie leur premier clip officiel Rabbia dentro il coure. 
En 2003, le groupe accueille Denni (guitare et chant) et Alvise (basse et chant), remplaçants respectifs de Flippo et Elena. En mai sort le single Ora basta! qui reprend une reprise de la chanson Partisan du groupe français Brigada Flores Magon, et deux clips, Rabbia dentro il cuore et Animal liberation.
En août la même année, un documentaire intitulé Skinhead Attitude réalisé par Daniel Schweizer est présenté au festival de films de Locarno. Le documentaire comprend notamment une entrevue avec Los Fastidios. En septembre 2003, ils jouent aux plus importants festivals punk italiens comme l'Independent Day Festival de Bologne, avec Rancid, The Cramps, Radio Birdman, Landwagon, et Mad Caddies. Ce même mois, le label argentin AMP Records sort La Verdadera fuerza de la calle.
En février 2004, ils effectuent une nouvelle tournée européenne. Puis ils lancent leur clip Johnny and the Queer Bootboys, de l'album Siempre Contra.
Le 12 juillet 2015, ils jouent au Glaz'Art avec Hors Contrôle et The Mercenaries.

## Membres
- Enrico - chant
- Elisa Dixan - chant
- Mario - guitare, chant
- Ciacio - basse, chant
- Torre - batterie, chant

## Discographie

### Albums studio
- 1998 : Contiamo su di voi! (VAG Records)
- 2001 : Guardo Avanti (VAG Records)
- 2004 : Siempre Contra (VAG Records)
- 2006 : Rebels 'N' Revels
- 2009 : All'Arrembaggio

### Album live
- 2005 : Sopra e Sotto il palco (live '04) (VAG Records, 2005)

### Best-of
- 2001 : 1991-2001 Ten Years Tattooed on My Heart (VAG Records)
- 2003 : La verdadera fuerza de la calle (Amp Records Buenos Aires)
- 2003 : Prawdziwa sila ulicy (Jimmy Jazz Records Poland)

### Split
- 1996 : Hasta la baldoria (avec F.F.D. ; Skooter Rekords)

### Singles et EP
- 1994 : Birra, Oi! e Divertimento (EP, Skooter Rekords)
- 1995 : Banana e Scarponi
- 1997 : Oi! Gio' (EP 7", Skooter Rekords)
- 2000 : Radio Boots" (KOB Records)
- 2000 : Fetter Skinhead (split avec Stage Bottles, KOB Records)
- 2003 : Ora Basta! (EP, KOB Records)